# キング・ジョージ5世級戦艦 (初代)
| キング・ジョージ5世級戦艦 (初代)  | キング・ジョージ5世級戦艦 (初代) |
| --------------------------------- | --- |
| 竣工当時の「キング・ジョージ5世」 | |
| 艦級概観                          | |
| 艦種                              | 戦艦 |
| 艦名                              | 国王（在位1910-1936）の名 |
| 前級                              | オライオン級 |
| 次級                              | アイアン・デューク級 |
| 性能諸元                          | |
| 排水量                            | 常備：23,000トン 満載：25,700トン |
| 全長                              | 182.1m |
| 全幅                              | 27.1m |
| 吃水                              | 8.7m |
| 機関                              | バブコック＆ウィルコックス式石炭・重油混焼水管缶18基 （センチュリオンとオーダシャス：ヤーロー式石炭・重油混焼水管缶18基） +パーソンズ式直結タービン2組4軸推進 |
| 最大出力                          | 31,000hp |
| 最大速力                          | 21.0ノット |
| 航続距離                          | 10ノット/6,730海里 |
| 燃料                              | 石炭：2,870～3,150トン 重油：800トン |
| 乗員                              | 782名 |
| 兵装                              | Mark V 34.3cm（45口径）連装砲5基10門 10.2cm（50口径）単装速射砲16基16門 47mm単装砲4基4門 53.3cm水中魚雷発射管単装3基3門 |
| 装甲                              | 舷側：203～305mm（最厚部）、102～152mm（艦首・尾部） 甲板：25mm（水平部）、102mm（傾斜部） 砲塔：279mm（前盾）、203mm（側盾）、102mm（天蓋傾斜部）、76mm（天蓋水平部） バーベット：254mm（甲板上部）、178mm（甲板下部） 副砲部：89mm（最厚部） 司令塔：279mm（側盾)、76mm（天蓋） |

キング・ジョージ5世級戦艦 (King George V class battleship) は、イギリス海軍が建造した2番目の超弩級戦艦の艦級。ここでは1912年から1913年にかけて就役した初代のキング・ジョージ5世級戦艦について述べる。1940年に就役を開始したものについてはキング・ジョージ5世級戦艦を参照。

## 概要

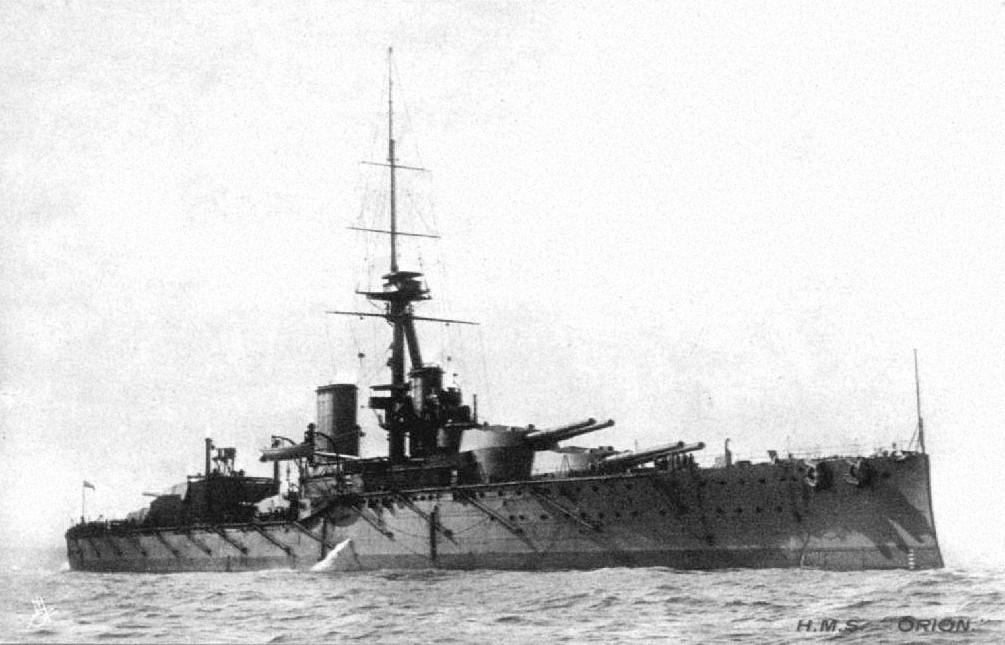
前級であるオライオン級「オライオン」。

本級はオライオン級に次ぐイギリス海軍の超弩級戦艦第2陣として、1910年度海軍計画において4隻の建造が議会に承認され、オライオン級で生じた不具合を解消すべく改設計されたのが本級である。
前級において1番煙突の後方に前部マストが置かれていたため、1番煙突からの高温の煤煙で砲員が熱中症にかかってしまい、測距室での観測が困難となっていた。このため、本級においては後述する前部マストの位置を常識的な場所に再配置した。本級の主砲塔は基本的に前級のものと同一であるが若干改良が加えられており、砲弾重量が約1割重い630kgとなり威力を増した。また、主砲塔の最大仰角は20度となり最大射程は21,800mと延伸された。しかし、前級の不具合はすべて改善されたわけではなく、副砲の10.2cm砲は大型化しつつある駆逐艦への威力は不充分で15.2cm砲クラスの搭載が現場より望まれていたが、排水量の増大による建造費用を恐れて副砲の強化は見送られた。

## 艦形

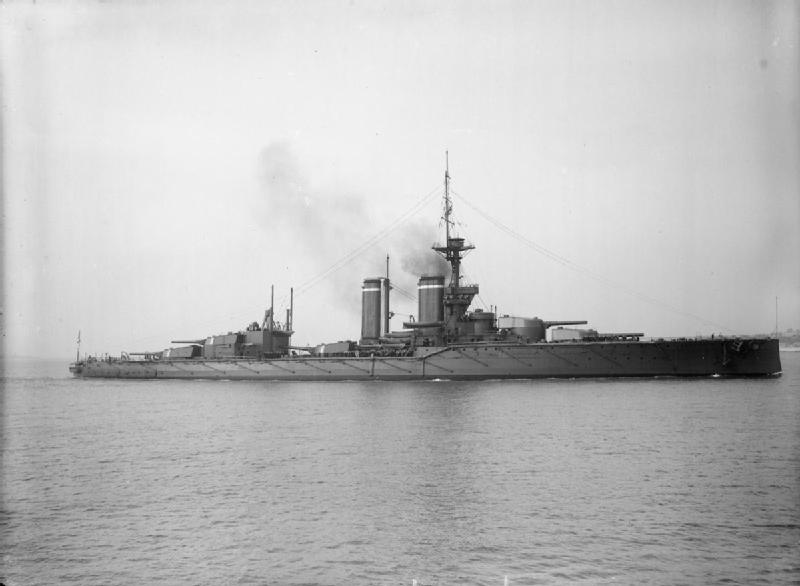
前部マストの補強工事後の「キング・ジョージ5世」の写真。

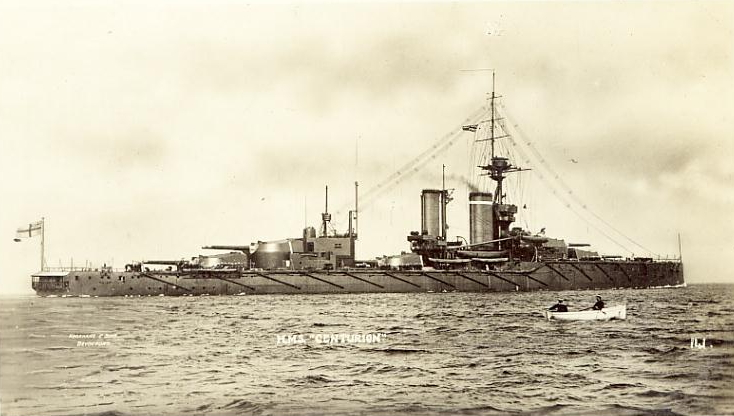
就航時の「センチュリオン」の写真。

本級の船体形状は船体中央部までを占める高い乾舷を持つ長船首楼型船体であり、外洋での凌波性は良好であった。艦首形状はこの頃のイギリス式設計の特徴である艦首浮力を稼ぐために水線下部は前方向にせり出した形状となっていた。傾斜のまったくない艦首甲板に前向きに連装タイプの1番・2番主砲塔2基を配置、2番砲塔基部から甲板一段分上がって上方から見て菱形の上部構造物が始まり、前級の失敗から、本級より司令塔の背後に艦橋を設け、それを基部として単脚式の前部マストが立てられた。しかし、公試において高速航行を行ったさいに前部マストに振動が発生して測距儀や射撃方位盤に悪影響が出たため、「キング・ジョージ5世」は柱の側面に補強材を追加して補強したが、建造中の他3隻は副脚2本を追加した三脚型の前部マストとして改善する必要性があった。
艦橋の後方に2本煙突が立つ。2番煙突から甲板一段分下がって、中央部甲板上に箱型の後部見張り所が設けられ、その間に3番主砲塔が後ろ向きに1基を配置していた。煙突の側面は艦載艇置き場となっており、2番煙突手前に立てられたクレーン1基と、後部見張り所のにはジブ・クレーンが片舷1基ずつ計2基が設けられて艦載艇は運用された。
後部見張り所の後方に4番・5番主砲塔が後ろ向きに背負い式で2基が配置された。副砲の10.2cm速射砲は1番・2番主砲塔の側面の砲門部に1基ずつと上部構造物の側面に3基、その上の艦橋の側面に1基、後部見張り所の側面に2基の片舷8基ずつ計16基が分散配置された。
就役後の第一次大戦中にマストを本格的な三脚型にして艦橋構造を大型化され、2番煙突の中部に探照灯台が設けられ、探照灯が並列配置で2基配置された。また、アンテナ線の展開のために後部代わりにクレーンの基部が伸ばされ、1915年に10.2cm速射砲4基を撤去し、甲板上に対空火器として10.2cm単装高角砲2基を設置した。1918年に2番・4番主砲塔に陸上機の滑走用のプラットフォームが設置され、陸上機1機が搭載された。

本級はロンドン軍縮条約により戦艦から除籍され3隻が解体処分されたが、「センチュリオン」のみは標的艦としての保有が認められ、無線操縦の標的艦として使用すべく武装・装甲の撤去、速力を制限すべく一部ボイラーの撤去がなされた。

## 武装

### 主砲

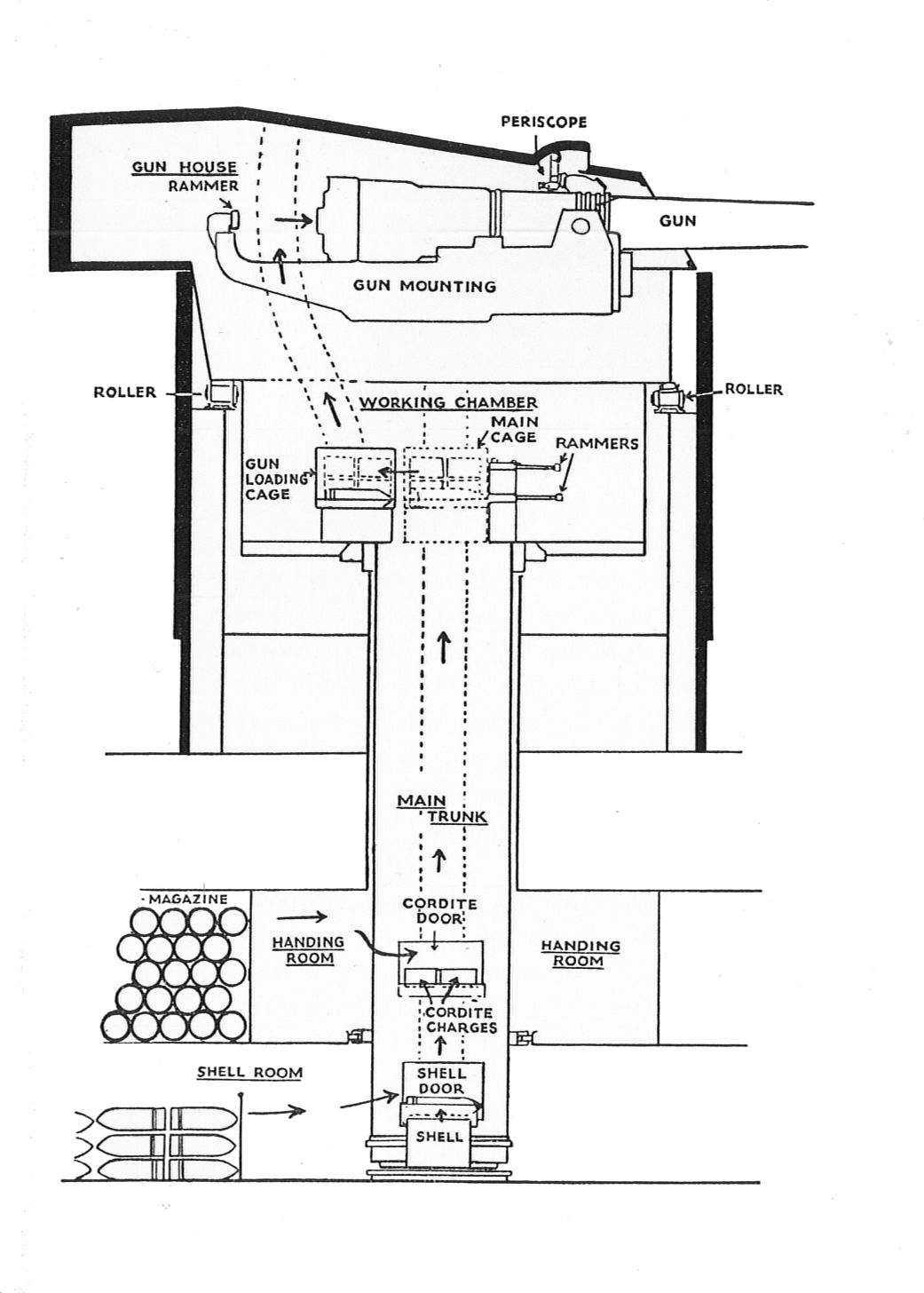
Mark V 34.3cm（45口径）砲の主砲塔の構造を示した図。

本艦の主砲は、前級に引き続き「1912年型 Mark V 34.3 cm（45口径）砲」を採用し、砲塔は改良型となり前型の567㎏より約12％重い635kgの重量弾を運用できるようになった。その性能は砲口初速762m/s、重量635kgの砲弾を最大仰角20度で21,710mまで届かせられ、射程9,144ｍで舷側装甲318mmを貫通できる能力を持っていた。砲身の上下は仰角20度・俯角3度で、旋回角度は単体首尾線方向を0度として1番・2番・4番・5番砲塔は左右150度であったが、3番砲塔は150度の旋回角のうち後部艦橋を避けるため後方0度から左右30度の間が死角となっていた。発射速度は毎分1.5発程度であった。

### 副砲、その他備砲、雷装
本艦の副武装は「1910年型 Mark VII 10.2 cm（40口径）速射砲」を採用した。その性能は14.1kgの砲弾を、最大仰角20度で8,780mまで届かせられた。砲身の俯仰・砲塔の旋回・砲弾の揚弾・装填は主に人力を必要とした。砲身の上下角度は仰角20度・俯角10度で旋回角度は360度であった。発射速度は1分間に10発であった。
他に対艦攻撃用に53.3cm水中魚雷発射管3門を装備していた。

## 防御
防御方式は前級に引き続き全体防御方式を採用しており、水線部に艦首から艦尾部までの舷側全体に装甲が張られた。水線中央部の1番から5番主砲塔の間が203mmから305mm、艦首・艦尾部では102mmから152mmであった。1番主砲塔と5番主砲塔の手前には横隔壁として152mmの装甲で防御していた。副砲ケースメイト部は89mmであった。当時の水雷防御として水線下の水密隔壁に鋼板が張られた。
主砲塔の前盾には280mm、側面から後盾にかけて203mm装甲が張られ、天蓋は前面の傾斜部は102mmで平面は76mmへとテーパーしていた。バーベット部は甲板上は254mmであったが甲板下は178mmでしかなかった。甲板部の水平防御は防御甲板は102mmで、横隔壁から先は25mmであった。司令塔は前盾から側盾は305mmで天蓋は76mmであった。
本級の防御装甲は同世代のプロヴァンス級戦艦と比較して舷側装甲や司令塔などの厚みではカタログデータ的に優秀であったが、甲板防御や主砲塔装甲やバーベットなどの防御など一見しては判らない場所では全体的に薄くなっていた。

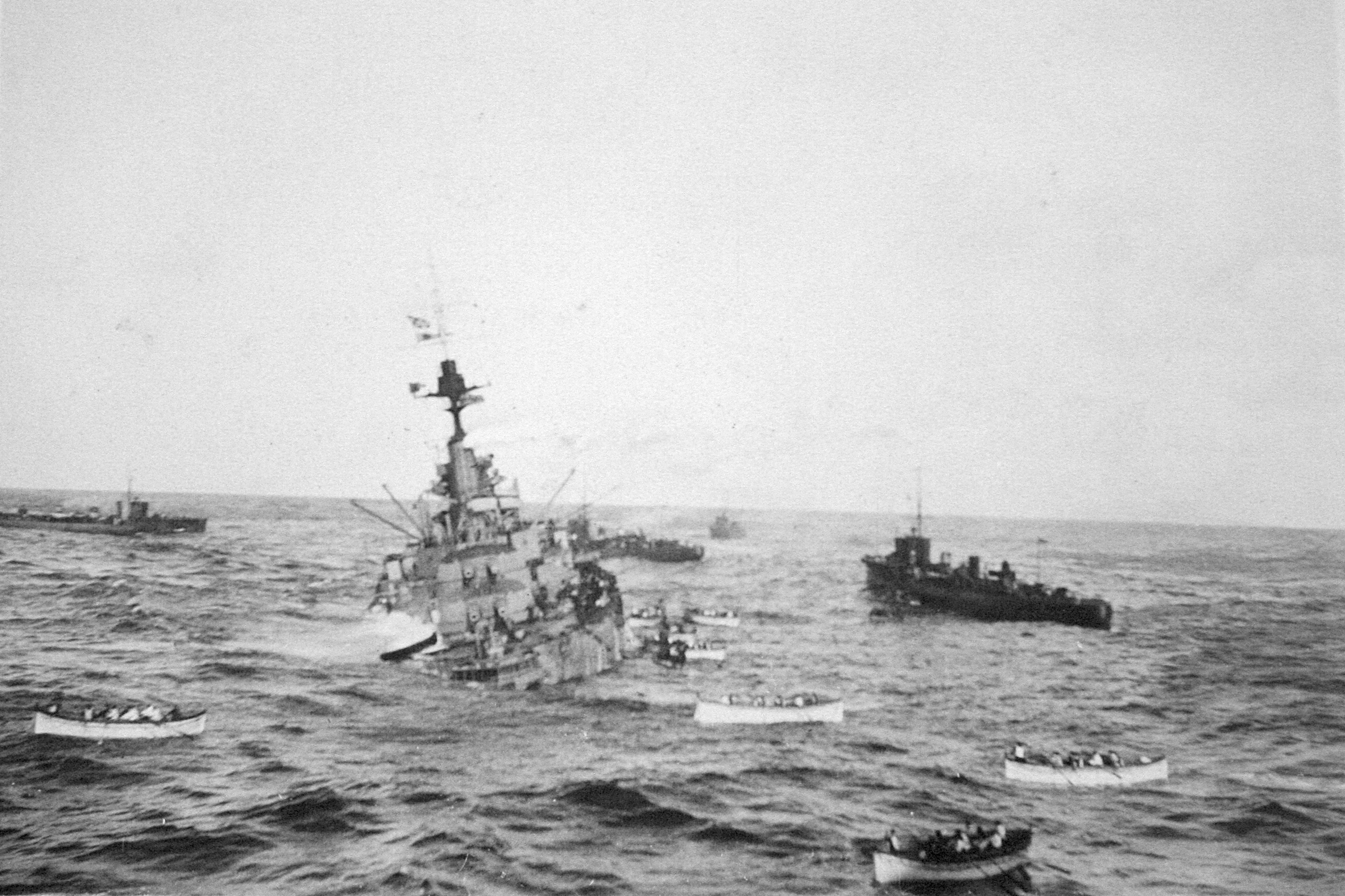
機関室の側面にドイツ軍が敷設した機雷1発に触雷、機関停止して沈没するオーディシャス。

本級の設計時には、この頃から駆逐艦や潜水艦の発達が進み、実戦において機雷や魚雷の被害を受けることが多くなっていた。本級の水雷防御面においては水線下の防御隔壁は主砲弾薬庫と機械室の側面にしか施されておらず、それよりもスペースの大きいボイラー室の側面に防御隔壁は施されていなかった。1914年10月に本国の沿岸で訓練中の「オーディシャス」がドイツ海軍が敷設した機雷1発で重要装甲区画にあるボイラー室の舷側に、大穴を開けてしまい、機関が停止してしまった「オーディシャス」は横転沈没してしまった。オーディシャスの沈没は本級の不十分な水雷防御設計が危険であることを実戦で証明することとなった。

## 艦歴

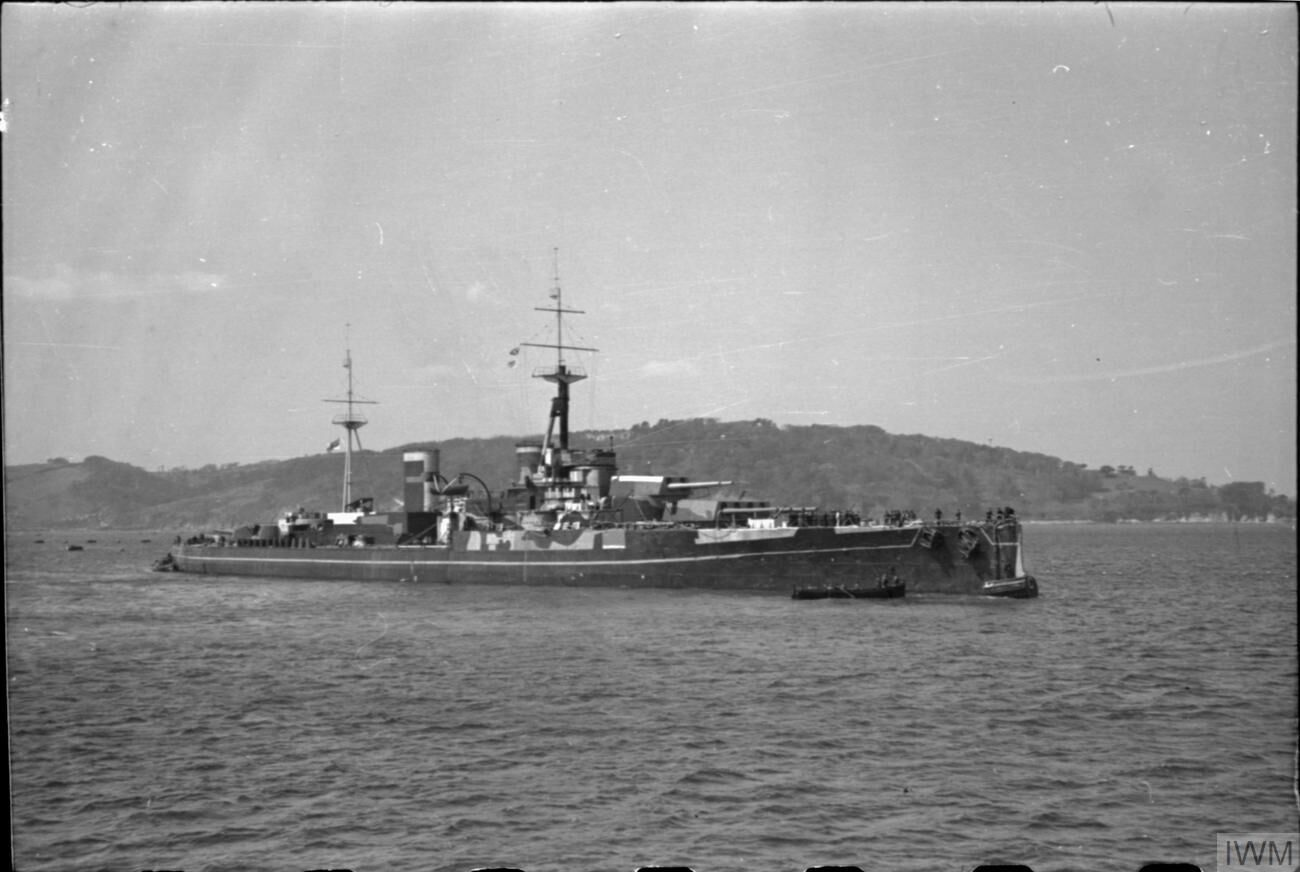
ダミーシップに改造後のセンチュリオン

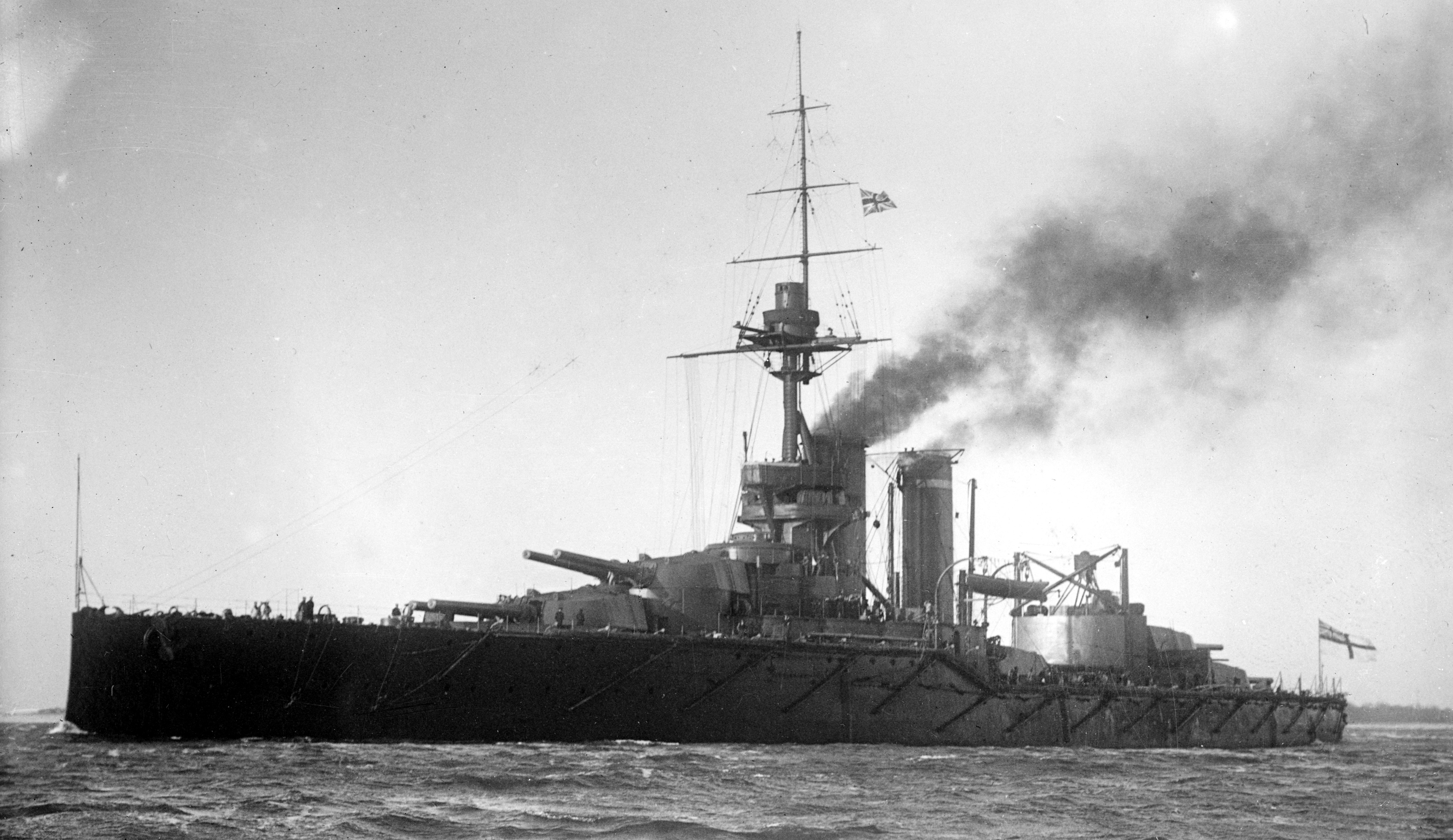
写真はオーディシャス
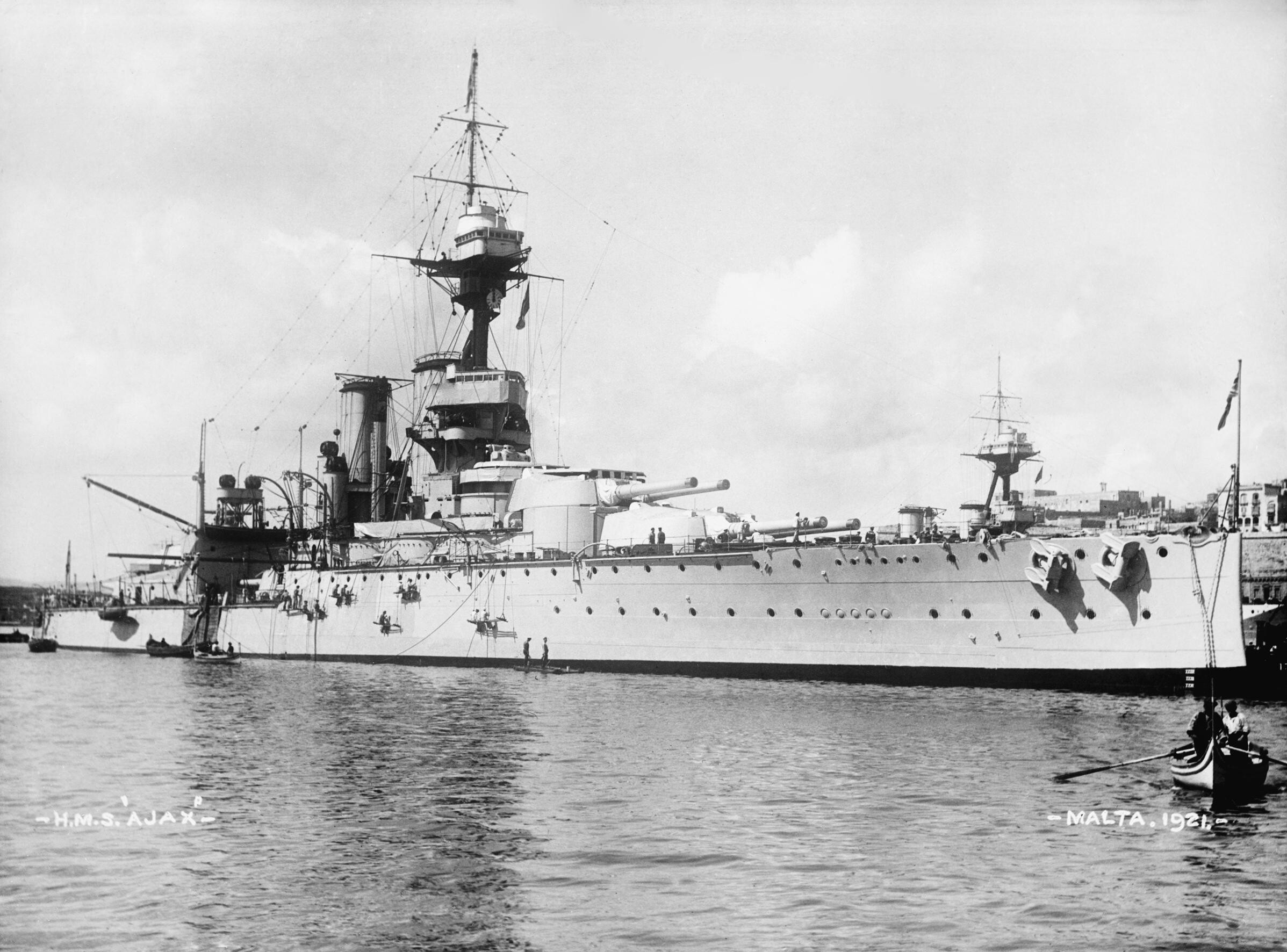
写真はエイジャックス

1912年からキング・ジョージ5世、センチュリオン、オーディシャスおよびエイジャックスの4隻が就役した。オーディシャスが1914年に触雷して沈没した他は第一次世界大戦のユトランド沖海戦を生き抜き、3隻とも1924年頃に退役した。
なお、センチュリオンは1926年から1927年に無線操縦の標的艦として改造され再就役した後、第二次世界大戦中の1941年にドイツの目をくらますために新戦艦「アンソン」のダミーシップとして改造され各地に出没したが、1944年のノルマンディー上陸作戦において、人工港マルベリーの防波堤としてオマハ・ビーチで自沈処分された。
- キング・ジョージ5世（英語版）（ロイヤル・ジョージ）

ポーツマス海軍造船所にて1911年1月16日起工、同年10月9日進水、1912年11月就役して本国艦隊に所属。1922～1923年まで地中海艦隊に所属後、本国にて練習艦任務に就く。1926年12月に除籍後、1927年に解体業者に売却処分。
- センチュリオン（英語版）

デヴォンポート造船所にて1911年1月16日起工、同年11月18日に進水、1913年5月就役。1926～1927年に全武装・装甲を撤去して無線操縦の標的艦へ改装後、1941年に枢軸軍を混乱させるためにダミーシップに改造。1944年6月9日にノルマンディー上陸作戦時に、揚陸地点の防波堤代わりのためにオマハビーチにて自沈処分。
- エイジャックス（英語版）

スコット社グリーンノック造船所にて1911年2月27日起工、1912年3月21日進水、1913年3月就役して本国艦隊に所属。1919年～1924年にかけて地中海艦隊に所属。1926年11月に除籍後、1927年に解体業者に売却処分。
- オーディシャス

キャメル・レアード社バーケンヘッド造船所にて1911年2月起工、1912年9月14日進水、1913年10月就役して本国艦隊に所属。1914年10月27日に沈没。
- 写真はオーディシャス
- 写真はエイジャックス